# Hermenéutica bíblica
Hermenéutica bíblica es la ciencia de la interpretación aplicada a los libros y epístolas de la Biblia, es decir, la interpretación de los documentos bíblicos o exégesis bíblica.
Además de los términos “exégeta” y “hermeneuta”, también se utiliza el término biblista para denominar al experto en las Sagradas Escrituras. El proceso de interpretación de los textos bíblicos debe ser de índole científico crítico, no un ejercicio de justificación del criterio teológico propio, por lo que la hermenéutica bíblica no debe ser una excusa, sino una sincera búsqueda racional del sentido y alcance de los textos en cuestión. Para este fin, se aplica especialmente el método gramático-histórico, que tiene en cuenta tanto la crítica filológica como el impacto del contexto sobre el texto y la crítica histórica de los hechos relatados. Hermenéutica (del griego ερμηνευτική τέχνη [ermeneutiké tejne], ‘interpretar’, ‘traducir’, ‘explicar’), es el conocimiento y arte de la interpretación de los textos para determinar el significado exacto de las palabras mediante las cuales se ha expresado un pensamiento. Exégesis (del griego ἐξήγησις [exéguesis], de ἐξηγεομαι [exegueomai], ‘explicar’) implica la interpretación crítica y completa de un texto. La distinción entre exégesis y hermenéutica es muy sutil, pues no son términos que tengan necesariamente un significado idéntico, aunque se utilizan de forma intercambiable en la mayor parte de los casos. Según la intención del que use dichos términos se puede dar a “hermenéutica” el rasgo de búsqueda de significados espirituales, y a “exégesis” el de una interpretación bíblica centrada en la literalidad del texto y en la reconstrucción de su significado original en el momento de su redacción; pero también puede darse a entender que “exégesis” sea la explicación de la Biblia y “hermenéutica” el conjunto de reglas que se siguen para llegar a tal explicación.

## Historia

### Interpretación de los libros bíblicos desde ellos mismos.
Se presume y da por hecho que los libros que componen la Biblia son la "revelación del único Dios verdadero" que se dio a conocer al pueblo de Israel. Este es uno de los presupuestos dogmáticos fundamentales de la fe judía y cristiana en general sobre la que se fundamenta el dogma: "La Biblia es la Palabra de Dios". Acorde con este supuesto de fe, el trabajo hermenéutico pretende, ya sea mediante el sistema judío (PaRDeS) de exégesis de la Torá, la yuxtaposición de la tradición católica con los textos bíblicos, o la total aceptación de los escritos bíblicos como la única regla de fe y conducta para el creyente cristiano, promulgada por los reformadores del siglo XVI, "sacar" de los textos presuntamente inspirados, su contenido preciso y cabal.
Hay evidencia documental de la interpretación bíblica en el Antiguo Testamento cuando Esdras, fiel sacerdote judío, leyó públicamente al pueblo reunido en asamblea, “en el libro de la ley de Dios, aclarando e interpretando el sentido para que comprendieran la escritura”. Según la tradición, los judíos que retornaron del cautiverio babilónico hablaban arameo, y se vieron en la necesidad de acceder a los textos que constituían las Sagradas Escrituras de su religión, conocidas como Halajá (la Ley de Moisés), que estaban escritas en hebreo; de modo que los levitas (que cumplían la función sacerdotal) hacían la traducción e interpretación del hebreo al arameo, procurando conservar el sentido correcto de la ley.
En adición, en el Nuevo Testamento aparecen numerosos ejemplos de interpretación del Antiguo Testamento, algunos supuestamente realizados por el propio Jesús, al que se requiere explícitamente para ello; otras por los redactores de los Evangelios, para encontrar el “cumplimiento de las Escrituras” en los hechos de la vida de Jesús; y otras por los redactores de las Epístolas, para dar orientaciones a las primeras comunidades cristianas.
Es necesario señalar que los grados del enfoque de la interpretación de los textos bíblicos varía, ya sea éste desde el punto de vista de la religión judía, católica o protestante. La fe judía entiende que la revelación divina se realizó mediante dos vertientes complementarias: la escrita, la Tanaj, y la oral. Es, se podría decir, una revelación que fluye articuladamente en función del propio sentido orgánico de una revelación a la que se le puede realizar una hermenéutica abierta. El caso católico es distinto porque aparte de que la religión católica no tiene el sentido étnico judío, sino universalista, con lo que esto repercute en su apreciación del significado de los textos bíblicos, el catolicismo hace de la tradición de la Iglesia ("doctores tiene la Santa Madre Iglesia") el árbitro y maestro del sentido de las Sagradas Escrituras, que serán, en definitiva, complemento de las decisiones finales de los prelados católicos, con el papa a la cabeza, a quien se le reserva la prerrogativa de la infalibilidad. Es, la católica, una hermenéutica bíblica complementaria a la tradición de la Iglesia. Los protestantes, por el contrario, ciñen la interpretación de los documentos bíblicos exclusivamente a los propios textos que componen la Biblia. "Scriptura Scripturae Interpres" (La Biblia se interpreta a sí misma) es su punto de partida hermenéutico del que las iglesias protestantes, en general, dependen ya que entienden, como dogma de fe, que la revelación divina del Dios de Israel en Cristo, está compendiada exclusivamente en los sesenta y seis textos que componen sus biblias.

### Hermenéutica bíblica judía
Las formas tradicionales de hermenéutica o exégesis en el judaísmo aparecen a través de la literatura rabínica, que incluye el Mishná, los dos Talmudes y la literatura midrash.
Los exégetas o hermeneutas judíos reciben el título de mefarshim (comentadores).
El Midrash forma una exposición de la exégesis bíblica del Torá y sus párrafos relacionados con la Ley, que también es un objeto de análisis. La Halajá comprende una exégesis de la Ley escrita. La Agadá es una exégesis de partes del Torá no conectadas a la Ley.
El Mikra comprende el estudio exegético de la Torá, los Nevi'im (“profetas”) y los Ketuvim (“escritos”), las tres divisiones de la Biblia hebrea (no idéntica a lo que los cristianos llaman Antiguo Testamento). La Mesorá es la exégesis que determinó las reglas y principios que gobiernan los textos bíblicos. La redacción del Talmud resulta de estudios exegéticos, y el Talmud en sí se ha convertido en objeto de estudio y análisis.
La exégesis judía no terminó con la redacción del Talmud; continuó durante el resto de la Edad Antigua, la Edad Media y el Renacimiento. En el siglo XVII Baruch Spinoza (que fue expulsado de la comunidad judía de Ámsterdam por su racionalismo filosófico) fue uno de los precursores de la hermenéutica bíblica moderna.
En el judaísmo la hermenéutica o exégesis sigue siendo objeto de estudio hoy en día, pues se considera una herramienta importante en el entendimiento de las Escrituras. En cada comunidad judía de cualquier parte del mundo hay centros para estudios exegéticos.

### Hermenéutica bíblica cristiana

#### Edad Antigua
Entre los exégetas antiguos se cita a:
- Orígenes (185-254),
- Juan Crisóstomo (347-407),
- Teodoreto de Ciro (393-458),
- Hilario (c. 410-468),
- Ambrosio de Milán (340-397) y, principalmente,
- Jerónimo de Estridón (340-420).

Estos nos dan una idea de la interpretación bíblica durante el primer medio siglo después de la muerte del apóstol Juan. Las fuentes de ese período son los escritos de los primeros líderes de la iglesia como Clemente de Roma, Ignacio, Policarpo y un escritor seudónimo que se llama a sí mismo Bernabé.
Los padres apostólicos usaron varios métodos de interpretación. En ocasiones utilizaron la tipología para relacionar el Antiguo con el Nuevo Testamento. Por ejemplo: en la Epístola de Bernabé se mencionan dos pasajes del Antiguo Testamento como tipos de la cruz de Cristo, los brazos extendidos de Moisés, que dieron la victoria de Israel sobre Amalec (Éx. 17.8ss) y la serpiente de bronce (Nm. 21, comparar con Jn. 3.14). El escritor trata de mostrar que ambos tipos enseñan que no hay ninguna esperanza de salvación fuera de Jesús.

#### Edad Media
En la Edad Media, la exégesis estuvo representada por:
- Gregorio Magno (540-604),
- Bernardo de Claraval (1090-1153),
- Buenaventura de Fidanza (1218-1274),
- Alberto Magno (1193/1206–1280) y
- Tomás de Aquino (1225-1274).

#### Edad Moderna
En la Edad Moderna, con el humanismo del Renacimiento y, sobre todo desde el siglo XVI a ejemplo de Lutero, salieron a la palestra infinidad de intérpretes racionalistas de la Biblia que fueron contrarrestados entre otros por los católicos Cornelio a Lapide (1567-1637) y Dom Calmet (1672-1757).
Desde los siglos XVII y XVIII se aplica la hermenéutica a una interpretación objetiva y comprensible de la Biblia. Esta pretende indagar en el contexto histórico bíblico, y en su connotación, pertinencia y relevancia, teniendo en cuenta el ámbito actual. Esta rama de la hermenéutica intenta trazar un puente de comprensión entre el pasaje bíblico (palabra escrita) y la realidad presente. La hermenéutica bíblica siempre respeta el sentido histórico y literario del texto, pero abre las puertas para una interpretación sólida y pertinente, sin violentar lo que se quiso decir inicialmente.
Pero el origen de los estudios hermenéuticos se encuentra realmente en la teología cristiana, donde la hermenéutica tiene por objeto fijar los principios y normas que han de aplicarse en la interpretación de los libros sagrados de la Biblia, que, como revelados por Dios pero compuestos por hombres, poseían dos significados distintos: el literal y el espiritual, este último dividido en tres: el anagógico, el alegórico y el moral:
1. El sentido literal es el significado por las palabras de la Escritura y descubierto por la exégesis filológica que sigue las reglas de la justa interpretación. Todos los sentidos de la Sagrada Escritura se fundan sobre el sentido literal.
2. El sentido espiritual, infuso por Dios en el hombre según la creencia cristiana, da un sentido religioso suplementario a los signos, dividido en tres tipos diferentes:
  1. El sentido alegórico, por el que es posible a los cristianos adquirir una comprensión más profunda de los acontecimientos reconociendo su significación en Cristo; de esa manera el paso del mar Rojo simboliza la victoria de Cristo y el bautismo.[17]
  2. El sentido moral, por el cual los acontecimientos narrados en la Escritura pueden conducir a un obrar justo; su fin es la instrucción.[18]
  3. El sentido anagógico (o sentido místico) por el cual los santos pueden ver realidades y acontecimientos de una significación eterna, que conduce (en griego anagogue) a los cristianos hacia la patria celestial. Así, la Iglesia en la tierra (Iglesia militante) es signo de la Jerusalén celeste (Iglesia triunfante).[19]

El paso del siglo XVIII al XIX ofrece en las "Ciencias Eclesiásticas" de Juan Andrés, en el marco de la tardía Ilustración cristiana, la síntesis madura de la Hermenéutica bíblica junto a la Teología.

#### Edad Contemporánea
En la Edad Contemporánea, dentro del catolicismo el Concilio Vaticano II indicó criterios para una interpretación de la Sagrada Escritura conforme al Espíritu que la ha inspirado:
- Unidad de toda la Escritura.
- Leer la Escritura en el contexto de la tradición viva de toda la Iglesia.
- La analogía de la fe, es decir, la cohesión de las verdades de fe individuales entre ellas y con el plano completo de la Revelación.[21]